# Los Pedrones
Los Pedrones es una aldea del municipio de Requena, en la provincia de Valencia (Comunidad Valenciana, España). Pertenece a la comarca de Requena-Utiel.
Situada a 21 kilómetros por la carretera N-330 en dirección al sur de Requena, es una de las pedanías con más dinamismo del término municipal. Los fríos datos –tiene 170 habitantes censados en 2015-, no son fiel reflejo de esta población. En primer lugar está toda la población flotante que llega fines de semana, fiestas, puentes y vacaciones. En segundo lugar, hay que comentar que tiene un pequeño pero importante abanico de servicios que ofrecer a otras pedanías de los alrededores. 
En la pedanía se encuentra la Cooperativa Agrícola Purísima Concepción, adonde llega uva de muy diversos puntos, una pequeña pero floreciente industria de quesos y yogures de cabra hechos al estilo más tradicional, diversos comercios que surten de los productos de primera necesidad, además de bares, estación gasolinera y una pensión. 
Cabe reseñar que está muy bien comunicada por carretera, e incluso hay una línea de autobuses que lleva hasta Valencia y a Requena unas tres veces al día.

## Historia
El origen de Los Pedrones se remonta al siglo XVII con la instalación de una serie de colonos, con objeto de transformar en tierras de cultivo las dehesas y montes propiedad del municipio. Los primeros pobladores llegaron del valle de Ayora fundando las correspondientes casas de labor como Realta y la  Casa del Soldado, que evolucionarían en población siglos después. En el  
siglo XVIII , Martín Pedrón, vecino de Requena y perteneciente a la clase alta, compró las diversas casas de labor de toda la zona y se apropió los montes que quedaban entremedias. Es a partir de entonces cuando la población pasó a conocerse con el topónimo actual. 

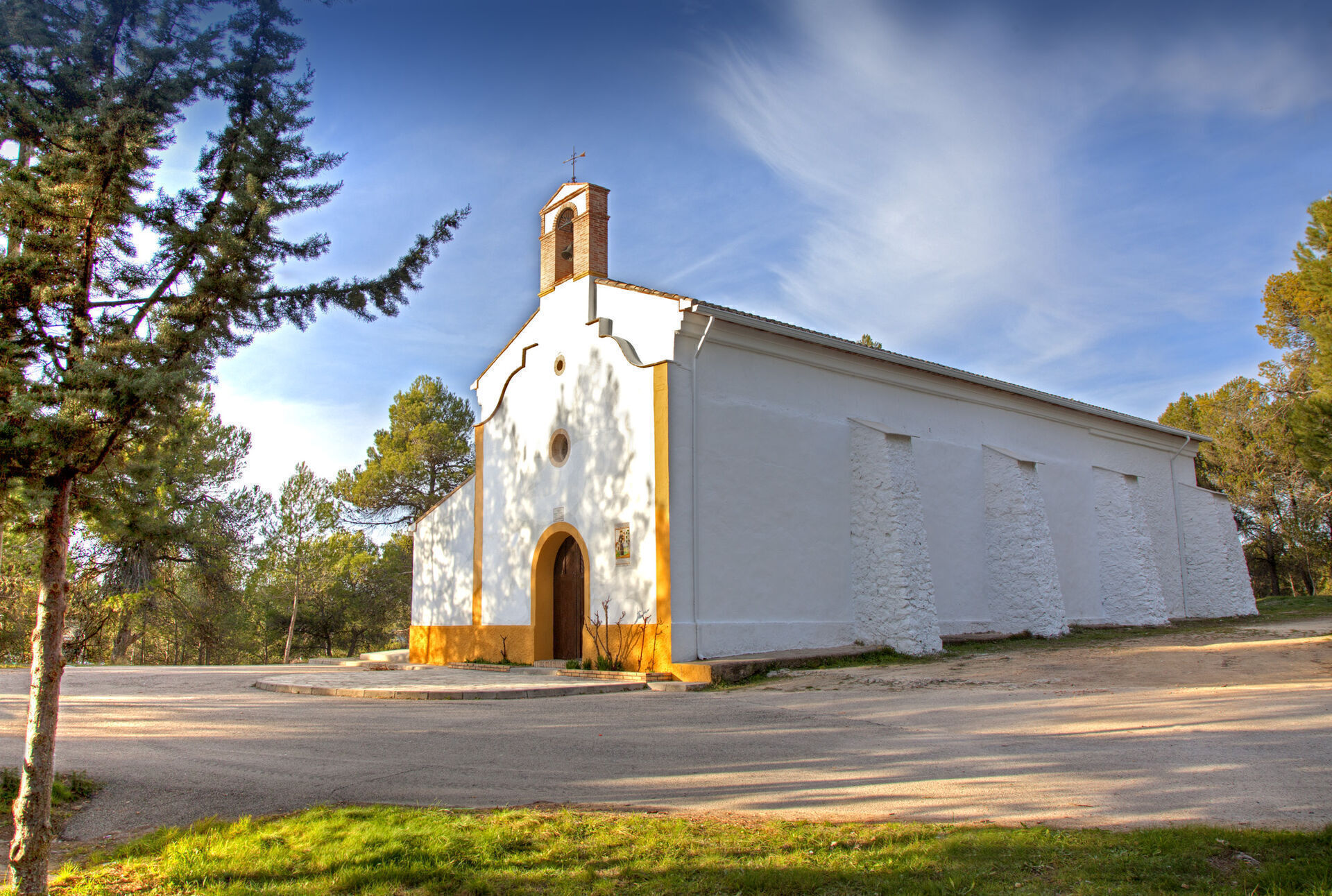
Ermita de Los Pedrones

Los dos barrios existentes en la aldea son el Barrio de Arriba y el Barrio de Abajo, que quedaron unidos en el año 1911, al pasar la carretera por la zona intermedia.

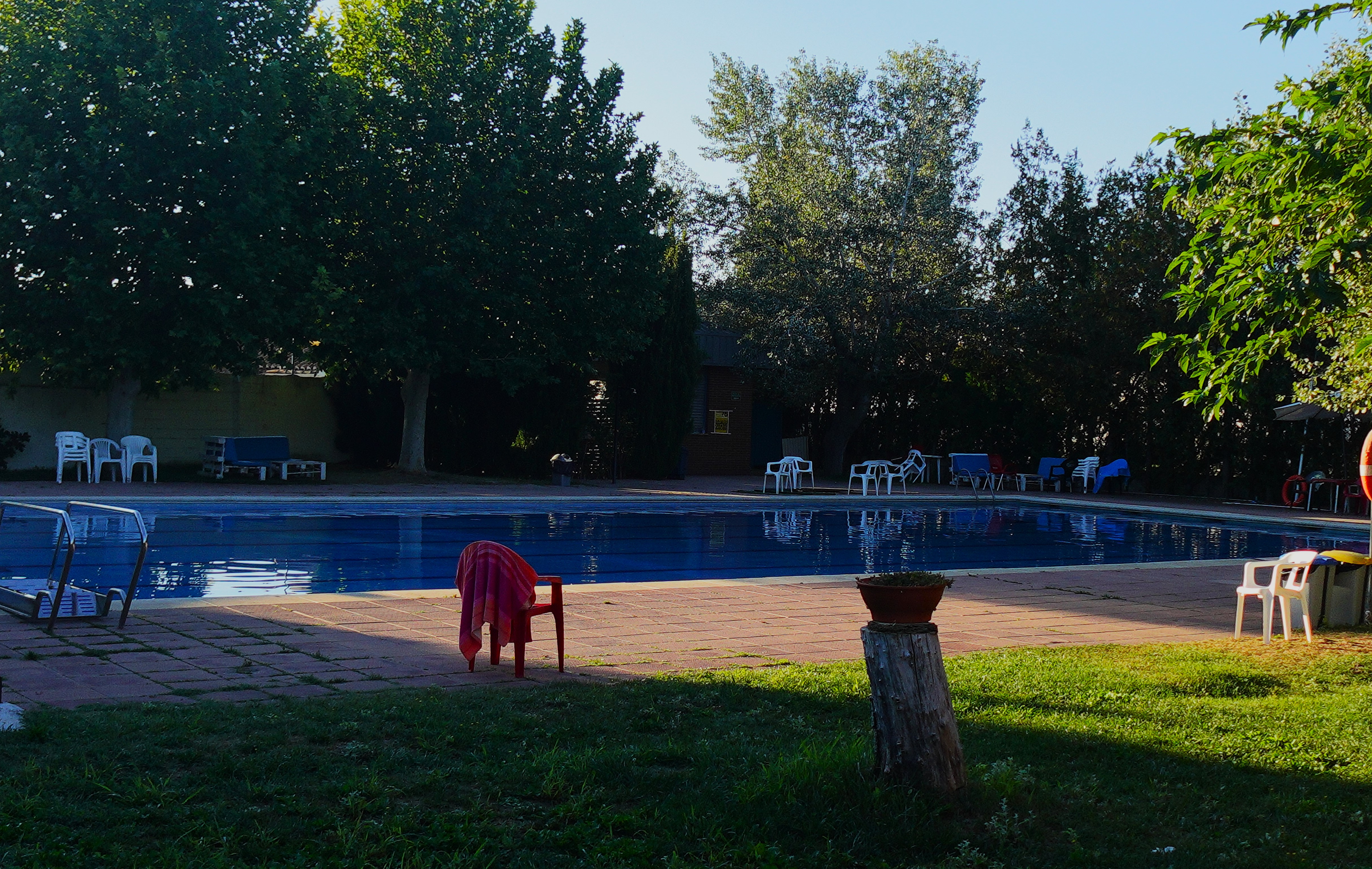
Piscina de Los Pedrones

Los Pedrones tiene una ermita restaurada en 2002.
Los patronos de la población son la Purísima Concepción (8 de diciembre) y San Antonio Abad (17 de enero), celebrándose en esas fechas las fiestas locales. En ambas festividades se organizan procesiones que recorren toda la población, teniendo como punto de salida y de llegada la ermita.

## Fiestas
En las fiestas de la Purísima Concepción se hace un concurso de poda, en el que se demuestra la habilidad con las tijeras. 
En las de San Antón se celebra una subasta entre los asistentes todo tipo de objetos, animales, alimentos, etc., que previamente han sido donados por los vecinos. La recaudación se destina al mantenimiento de la ermita.
- Datos: Q18005543
- Multimedia: Los Pedrones / Q18005543